# Víctor Rivera (pallavolista)
Víctor Rivera (Aibonito, 30 agosto 1976) è un allenatore di pallavolo ed ex pallavolista portoricano,  nel ruolo di schiacciatore.

## Carriera

### Pallavolista
La carriera di Víctor Rivera, fratello maggiore del pallavolista Joel Rivera, inizia nel 1991, quando quattordicenne entra a far parte del settore giovanile dei Changos de Naranjito; in questo periodo, inoltre, entra a far parte della nazionale portoricana Under-19.
Nella stagione 1994 debutta nella Liga de Voleibol Superior Masculino coi Changos de Naranjito, venendo premiato come miglior esordiente; in questo periodo fa inoltre parte della nazionale Under-21. Nella stagione seguente si aggiudica il primo scudetto della sua carriera; nel 1995 riceve le prime convocazioni nella nazionale portoricana maggiore.
Dal 1996 viaggia dagli Stati Uniti d'America, dove si trasferisce per motivi di studio, a Porto Rico, partecipando parallelamente alla NCAA Division I con la Lewis University e alla Liga de Voleibol Superior Masculino coi Changos de Naranjito: con la squadra della sua università non va oltre le semifinali nazionali, raggiunte in due occasioni, nonostante faccia incetta di riconoscimenti individuali; mentre con la sua franchigia si aggiudica altri tre scudetti, venendo anche premiato come MVP delle finali nel 1997. Conclusa la carriera universitaria, torna a giocare a tempo pieno coi Changos de Naranjito, vincendo il suo quinto scudetto al termine della Liga de Voleibol Superior Masculino 2001.
Nella stagione 2001-02 viene ingaggiato dal Volley Näfels, club impegnato nella Lega Nazionale A svizzera, col quale gioca per due annate e si aggiudica uno scudetto e una Supercoppa svizzera; durante quest'esperienza, torna comunque in Porto Rico per giocare la Liga de Voleibol Superior Masculino 2002, raggiungendo le finali scudetto, mentre con la nazionale vince la medaglia d'oro ai XIX Giochi centramericani e caraibici di San Salvador.
Nella stagione 2003 torna ai Changos de Naranjito, vincendo il suo sesto scudetto, venendo premiato anche in questo caso come miglior giocatore delle finali, mentre nella stagione seguente si conferma campione portoricano, venendo però inserito nell'All-Star Team e nell'Offensive Team del torneo. Nel campionato 2004-05 approda in Polonia, dove difende i colori del Klub Sportowy Jastrzębski Węgiel; conclusi gli impegni col club, torna a vestire la maglia della franchigia di Naranjito, aggiudicandosi l'ennesimo scudetto. Nel campionato seguente è nuovamente in Europa, questa volta in Grecia, dove partecipa all'A1 Ethnikī col Mousikos Gymnastikos Syllogos Ethnikos Alexandroupolīs. Ancora una volta, al termine degli impegni all'estero, torna in patria per giocare il campionato locale, ottenendo l'ennesimo scudetto, premiato nuovamente come miglior giocatore delle finali; con la nazionale vince un altro oro ai XX Giochi centramericani e caraibici di Cartagena de Indias.
Nella stagione 2006-07 approda in Francia, prendendo parte alla Pro A con l'Arago de Sète Volley-Ball; con la nazionale vince la medaglia d'argento al campionato nordamericano 2007, dove viene premiato come miglior attaccante. Nella stagione successiva approda al Paris Volley: gioca per due annate nel club capitolino francese, vincendo altrettanti scudetti, tornando in patria per la Liga de Voleibol Superior Masculino 2008 conclusi gli impegni col club, come d'abitudine; con la nazionale vince la medaglia di bronzo al campionato nordamericano 2009.
Dopo la conclusione della Liga de Voleibol Superior Masculino 2009-2010, torna per il quarto anno consecutivo in Francia, ma questa volta ingaggiato dall'Association Sportive Cannes Volley-Ball, dove disputa il resto della stagione, raggiungendo le finali scudetto; con la nazionale, dopo la medaglia di bronzo alla Coppa panamericana 2010, vince il terzo oro consecutivo ai XXI Giochi centramericani e caraibici, premiato rispettivamente come miglior realizzatore e miglior attaccante al termine dei due tornei. Nella Liga de Voleibol Superior Masculino 2010 veste per la prima volta la maglia di un'altra franchigia portoricana, approdando ai Mets de Guaynabo, dove gioca anche nell'annata seguente; ha inoltre una breve esperienza nel 2011 col Kazma Sporting Club, club del Kuwait, e, sempre nello stesso anno, si ritira dalla nazionale.
Nel campionato 2012-13 approda ai Cariduros de Fajardo, che però non si iscrivono al campionato seguente, nel quale gioca nei Capitanes de Arecibo, tornando a giocare nella stagione 2014 per la franchigia di Fajardo, che lascia definitivamente nella stagione seguente, tornando ai Changos de Naranjito. Nel campionato 2016-17 difende invece i colori dei Patriotas de San Juan, ritirandosi al termine dell'annata.

### Allenatore
Nella stagione 2017 fa la sua prima esperienza da allenatore, ingaggiato come assistente allenatore di Ramón Lawrence dalle Capitalinas de San Juan, nella Liga de Voleibol Superior Femenino.

## Palmarès

### Club
- Campionato portoricano: 9

1995, 1996, 1997, 1998, 2001, 2003, 2004, 2005, 2006
- Campionato svizzero: 1

2002-03
- Campionato francese: 2

2007-08, 2008-09
- Supercoppa svizzera: 1

2002

### Nazionale (competizioni minori)
- Giochi centramericani e caraibici 2002
- Giochi centramericani e caraibici 2006
- Coppa Panamericana 2010
- Giochi centramericani e caraibici 2010

### Premi individuali
- 1994 - Liga de Voleibol Superior Masculino: Miglior esordiente
- 1997 - All-America Second Team
- 1997 - Liga de Voleibol Superior Masculino: MVP delle finali
- 1998 - All-America First Team
- 1998 - NCAA Division I: Honolulu National All-Tournament Team
- 1999 - All-America First Team
- 2003 - Liga de Voleibol Superior Masculino: MVP delle finali
- 2004 - Liga de Voleibol Superior Masculino: All-Star Team
- 2004 - Liga de Voleibol Superior Masculino: Offensive Team
- 2006 - Liga de Voleibol Superior Masculino: MVP delle finali
- 2007 - Campionato nordamericano: Miglior attaccante
- 2010 - Liga de Voleibol Superior Masculino: Offensive Team
- 2010 - Coppa panamericana: Miglior realizzatore
- 2010 - XXI Giochi centramericani e caraibici: Miglior attaccante
- 2010 - Liga de Voleibol Superior Masculino: Offensive Team